# Pilea minguetii
Pilea minguetii es una especie de planta del género Pilea, perteneciente a la familia Urticaceae.

## Taxonomía
Pilea minguetii fue descrita por Ignatz Urban en 1918.

## Distribución
Se encuentra en el territorio de República Dominicana, Cuba y Haití.